# Cy Twombly
Edwin Parker "Cy" Twombly, Jr. (Lexington, Virgínia, 25 d'abril de 1928 - 5 de juliol 2011) fou un dels grans artistes plàstics contemporanis. El seu llenguatge, basat en una abstracció gestual, poètica, recorda els senyals i els graffiti que habitualment trobem en els murs de les grans ciutats.
Va començar els seus estudis a l'Escola del Museu de Belles Arts de Boston i, posteriorment, a la Universitat Washington i Lee de Lexington. De l'any 1950 al 1951 es matricula en la prestigiosa Art Students League de Nova York on mantindrà forta amistat amb artistes rellevants de l'expressionisme abstracte nord-americà, com Robert Rauschenberg i Jasper Johns. També assistirà al prestigiós Black Mountain College, a la localitat d'Asheville on compartirà estudis amb artistes de renom com Franz Kline, Robert Motherwell, Ben Shahn, John Cage.
Malgrat que els anys 50 són d'una gran ebullició artística als Estats Units i Nova York esdevé la capital cultural i artística del món, Cy Twombly, després de viatjar per Europa i el nord d'Àfrica, deixa els Estats Units per a instal·lar-se definitivament a Roma l'any 1959.